# Danmarks Badminton Forbund
Danmarks Badminton Forbund (DBF) ist die oberste nationale administrative Organisation in der Sportart Badminton in Dänemark. Der am 15. Januar 1930 gegründete Verband ist Mitglied im Dänischen Sportverband (Danmarks Idrætsforbund) und hat seinen Sitz im Haus des Sports (Idrættens Hus) in Brøndby.

## Geschichte
Badminton wurde in Dänemark erstmals 1925 gespielt. Erste Versuche wurden beim Skovshoved IF unternommen, wo sich die Sporthalle für das bisher dato gespielte Outdoor-Tennis als zu klein erwies. Dem SIF folgten die später weltberühmt werdenden Klubs Københavns BK und Gentofte BK. In der Saison 1930/1931 wurden die ersten Dänischen Meisterschaften ausgetragen, in der Saison 1935/1936 die Denmark Open. In der Zwischenzeit war Danmarks Badminton Forbund 1934 Gründungsmitglied der Badminton World Federation, damals als International Badminton Federation bekannt, geworden. Der DBF wurde 1967 ebenfalls Gründungsmitglied im kontinentalen Dachverband Badminton Europe, damals noch als European Badminton Union bekannt. Die Mitgliederzahl des Verbandes wuchs rasant an. 1939 waren etwa 10000 Spieler registriert, 1985 bereits 171049, was zu diesem Zeitpunkt den zweitgrößten Mitgliederbestand weltweit bedeutete.

## Bedeutende Veranstaltungen, Turniere und Ligen
- Denmark Open
- Nationale Meisterschaft
- Amateurmeisterschaft
- Juniorenmeisterschaft
- Mannschaftsmeisterschaft
- Seniorenmeisterschaft
- Denmark International
- Danish Junior Cup
- Copenhagen Cup
- Copenhagen Masters
- Østmesterskaber
- Sjællandsmesterskaber

## Präsidenten
- Moritz Rasmussen (1930–1933)
- C. Clausen (1933–1934)
- Leo Hendrichsen (1934-194?)
- Nils Peder Kristensen (Anfang der 1960er Jahre)
- Kurt Møller (Mitte der 1960er Jahre)
- Erling Dige (Ende der 1960er/Anfang der 1970er Jahre)
- Hans Henrik Fløe (1992–2007)
- Peter Aage Jensen (seit 2007)

## Weitere Persönlichkeiten
- Aksel Hansen
- Hans Hansen, Meritorious Service Award 1986
- Richard Heilbo, Thomas-Cup-Kapitän 1949
- Ole Mertz